# Lucius Flavius
Lucius Flavius est un sénateur et un homme politique de l'Empire romain. 

## Biographie
C'est un partisan de Marc Antoine. Il est nommé consul suffect en 33 av. J.-C. succédant à Lucius Autronius Paetus le 1er juillet. Toutefois, il n'exerce la magistrature qu'une seule journée aux côtés de Caius Fonteius Capito avant d'être remplacé par Marcus Acilius Glabrio.